# Jens Christian Evensen
Jens Christian Evensen (født 21. maj 1840 i Hvalba, død 27. juli 1904) var en færøsk præst i Folkekirken.
Han tog examen artium i 1860 og blev cand.theol. fi 1869. Han var først lærer ved realskolen i Tórshavn 1870–1871, og derefter præst i Viðareiði 1871–1877, Hvalba 1877–1885, Nes 1885–1900 (og da samtidig Færøernes provst) og sluttelig i Bregninge og Bjergsted på Vestsjælland i Danmark 1901–1904. Evensen var som øernes provst selvskrevent medlem af Lagtinget 1885–1900.
Han var far til Andrias Christian Evensen.